# Friedrich Hänssler junior

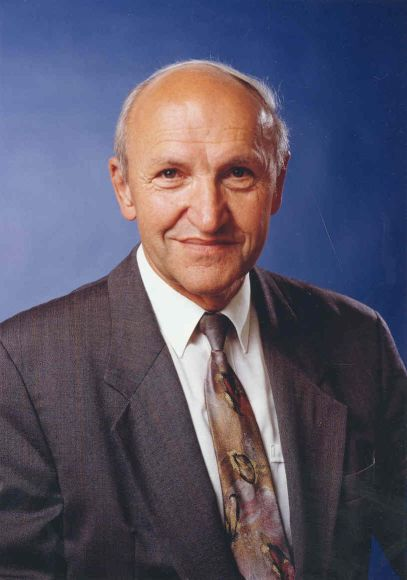
Friedrich Hänssler

Samuel Friedrich Hänssler (* 6. März 1927 in Stuttgart; † 7. Mai 2019 in Holzgerlingen; eigentlich Friedrich Hänßler) war ein deutscher Theologe, Musikwissenschaftler und als langjähriger Leiter des Hänssler Verlags ein bedeutender evangelischer Verleger des 20. Jahrhunderts in Deutschland.

## Leben
Friedrich Hänssler war ein Sohn des gleichnamigen Gründers (1892–1972) des damaligen Musikverlags Hänssler, sowie von dessen Frau Friederike (geb. Leitenberger, 1887–1960). Zwei seiner Geschwister starben kurz nach ihrer Geburt, eine Schwester mit 17 Jahren an Diphtherie, auch er erkrankte schwer als Kind und wurde wider Erwarten gesund. 1944 musste er als 17-jähriger deutscher Soldat einem Erschießungskommando beiwohnen, worauf er eine „existenzielle Gotteserfahrung“ machte und eine persönliche Glaubensentscheidung traf.
1945 begann er in Tübingen Theologie und Musikwissenschaft zu studieren. Er erkrankte schwer an Tuberkulose, überlebte aber, konnte weiterstudieren und sein Studium abschließen.
1950 stieg er in den Verlag seines Vaters ein, übernahm ihn 1959 und entwickelte ihn zu einem der führenden evangelischen Verlage in Deutschland. Hänssler war die Bibeltreue seines Verlags ein persönliches Anliegen: Gemeinsam mit seiner Frau Ursula prüfte er jahrzehntelang persönlich jedes Manuskript bis ins Detail. Viele Manuskripte wurden deswegen auch abgelehnt. Ab 1970 gab er über 1000 Bücher zur Bibel und Bibelkommentare heraus. Er publizierte auch 1-Mark-Taschenbücher, um evangelistische Literatur für Kleinverdiener auf den Markt und unter die Leute zu bringen. Zur Zeit des Kalten Kriegs schmuggelte er mit weiteren Beteiligten auf eigene Kosten Bibeln, Liederbücher und christliche Literatur in die DDR, in die Sowjetunion und nach Jugoslawien.
Durch das Musikprogramm des Verlags, insbesondere seine Bach-Aufnahmen, erreichte Hänssler Weltruf. Der Dirigent Helmuth Rilling überzeugte ihn nach 1970, alle Kirchenkantaten und später das erhaltene Kompositionswerk von Bach aufzunehmen. Ein weiterer Themenschwerpunkt war Israel, zu dem er über hundert Werke publizieren ließ.
2002 geriet Hänsslers Verlagsunternehmen in wirtschaftliche Schwierigkeiten, weil unter anderem die Umstellung auf Automatisierung in der Logistik nicht schnell genug funktioniert hatte. Sein Verlag wurde von der Stiftung Christliche Medien übernommen; er konnte dort als Berater weiter tätig bleiben.
Neben seiner Verlagstätigkeit übernahm Hänssler zahlreiche Leitungsaufgaben in kirchlichen und christlichen Gremien. So gehörte er der Kammer für Publizistik der EKD an und war einer der Gründer des Christlichen Medienverbunds KEP. 1979 gründete er zusammen mit Rudolf Decker nach amerikanischem Vorbild die Initiative Gebetsfrühstückstreffen für Parlamentarier. Er war außerdem Kuratoriumsmitglied des evangelikalen Vereins ProChrist, eines dem CVJM nahestehenden Organisators von Großevangelisationsveranstaltungen, und gehörte dem Hauptvorstand der Deutschen Evangelischen Allianz an. 1970 bis 1992 leitete er den Württembergischen Brüderbund. In den frühen 1950er Jahren initiierte er dessen Jugendtreffen „Dynamis“.
2019 erschien Hänsslers Biografie von Simone Martin, die in enger Zusammenarbeit mit ihm entstanden ist.
Friedrich Hänssler war ab 1955 mit seiner Frau Ursula verheiratet und Vater von sechs Kindern.

## Publikationen

### Bücher
- Denkanstöße aus dem Leben. SCM Hänssler Verlag, Holzgerlingen 2005, ISBN 978-3-7751-4441-4.
- Variationen in Dur & Moll: Verleger Friedrich Hänssler erzählt aus seinem Leben. SCM Hänssler, Holzgerlingen 2006 (3. Auflage), ISBN 978-3-7751-3929-8.
- Mit Martin Luther beten: Das Vaterunser verstehen lernen. SCM Hänssler, Holzgerlingen 2006, ISBN 978-3-7751-4223-6.
- Unter Gottes Führung: Menschen, die mein Leben prägten. Autobiografie. SCM Hänssler, Holzgerlingen 2017, ISBN 978-3-7751-5790-2.

### Audio
- Variationen in Dur & Moll – Hörbuch. SCM/ERF, Holzgerlingen 2004, ISBN 978-3-89562-854-2
- Bleibende Schätze – Lieder meines Lebens. SCM Hänssler, Holzgerlingen 2007

## Auszeichnungen
- 1985: Grand Prix du Disque für seinen Mut, in seinem Verlag sämtliche geistlichen Kantaten Johann Sebastian Bachs mit Helmuth Rilling auf hundert Langspielplatten zu veröffentlichen.[4]
- 1987: Verdienstkreuz am Bande.[10]
- 1992: Verdienstmedaille des Landes Baden-Württemberg, verliehen durch Erwin Teufel.[11]
- 1999: von Avi Primor erhielt er für seine Israel-Publikationen die Auszeichnung Freund von Jerusalem, die höchste Auszeichnung der Stadt Jerusalem.[12]
- 2001: Bundesverdienstkreuz 1. Klasse, auf Vorschlag von Ministerpräsident Erwin Teufel, aufgrund seiner Verdienste für die christliche Literatur in Deutschland.[13] In der Würdigung hieß es unter anderem: „Hänssler brachte sich ehrenamtlich in viele Gremien der Publizistik, des Buchhandels und der Evangelischen Kirche mit ein.“[14] Bereits 1987 hatte er als Würdigung seiner Verdienste um die Verbreitung christlicher Wertmaßstäbe das Verdienstkreuz am Bande erhalten.
- 2001: silberne Brenz-Medaille, von Landesbischof Eberhardt Renz überreicht, die höchste Auszeichnung der Evangelischen Landeskirche in Württemberg.